# Réseau veineux dorsal de la main
Le réseau veineux dorsal de la main est un réseau veineux superficiel situé sur le dos de la main.

## Structure
Le réseau veineux dorsal de la main est constitué d'une première arcade transversale distale qui unit les veines dorsales digitales de la main. Elle est située au niveau de la face dorsale des phalanges proximales de la main.
De cette première arcade, naissent les veines métacarpiennes dorsales qui remontent la face dorsale et s'anastomosent pour former une deuxième arcade au niveau des bases des métacarpiens.
La deuxième arcade reçoit latéralement la veine céphalique du pouce et médialement la veine salvatelle du petit doigt.
Il est drainé par les veines céphalique et basilique antébrachiale.